# Reclams Universal-Bibliothek

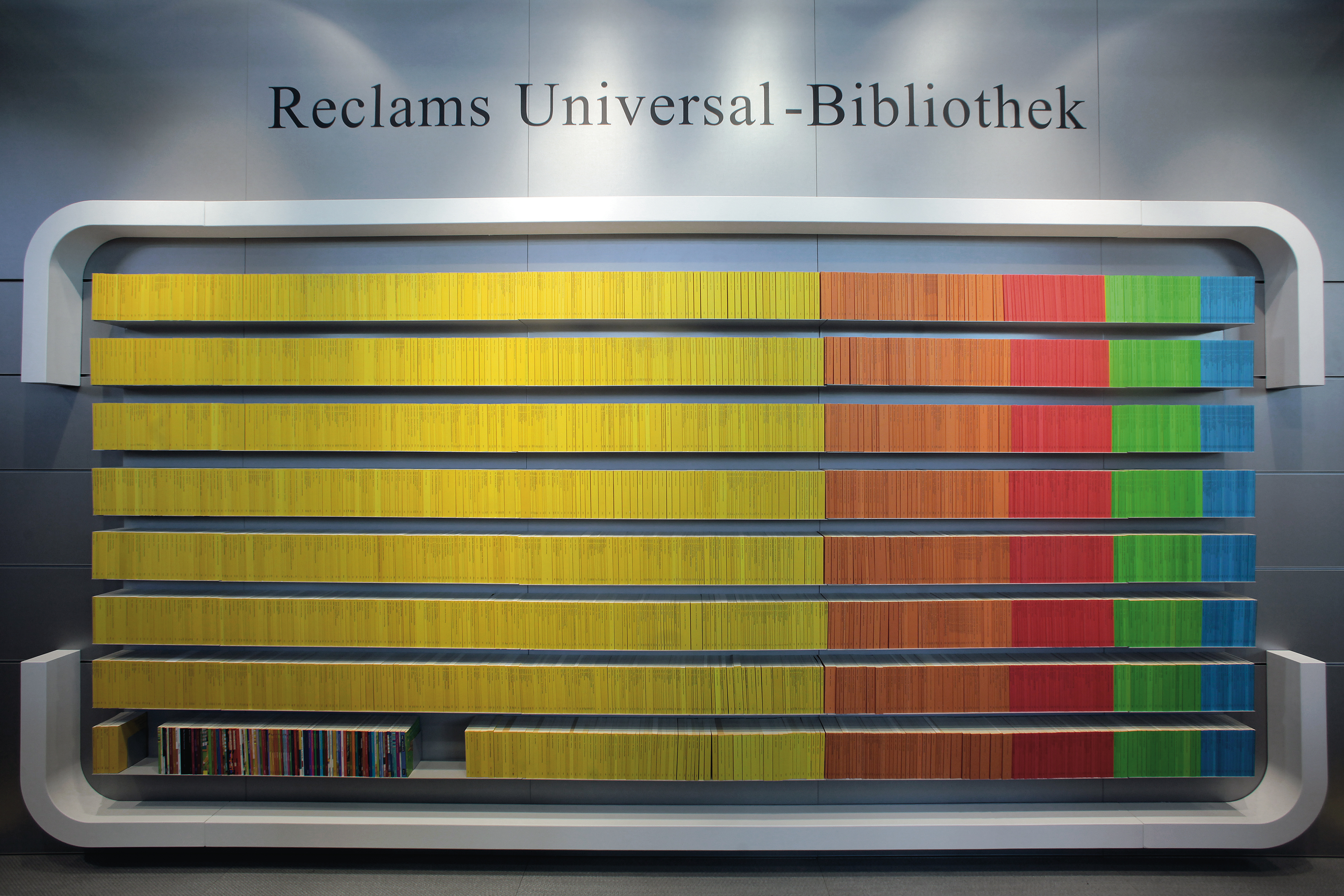
Regal mit der gesamten Universal-Bibliothek von 1970 bis 2008

Als Reclam-Hefte (Betonung: Réclam) sind die Bücher der Universal-Bibliothek des Reclam-Verlags bekannt. In der Buchreihe soll deutsche und internationale Literatur zu einem günstigen Preis angeboten werden. Sie findet besonders in der schulischen und universitären Bildung Verwendung. Die Reihe wurde 1867 begründet und ist damit die älteste auf dem deutschen Markt. Bis 2017 wurden rund 600 Millionen Exemplare verkauft.

## Geschichte

### Beginn der Universal-Buchedition

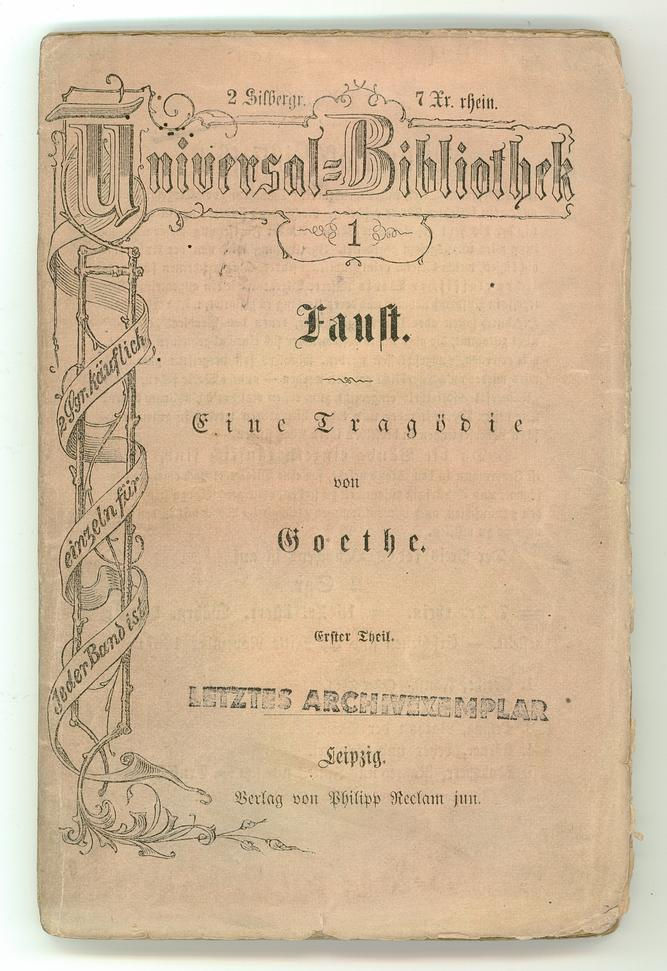
Einer der Erstdrucke der Nr. 1 (Faust I, 1867)

Erste nachweisbare Anzeige in einer Zeitung, Leipziger Zeitung vom 4. Februar 1868

Der Anlass zur Gründung der Reihe war ein am 9. November 1867 in Kraft getretenes Gesetz des Norddeutschen Bundes, durch das alle literarischen Werke gemeinfrei wurden, deren Verfasser vor 30 oder mehr Jahren verstorben waren. Daher brauchte weder eine Vergütung für die Autoren gezahlt, noch mussten von einem anderen Verlag Nutzungsrechte gekauft werden. Damit entfiel ein wesentlicher Kostenpunkt bei der Herausgabe von Büchern. Zudem erlosch damit ein Monopol des Cotta-Verlags auf Werke der deutschen Klassiker.

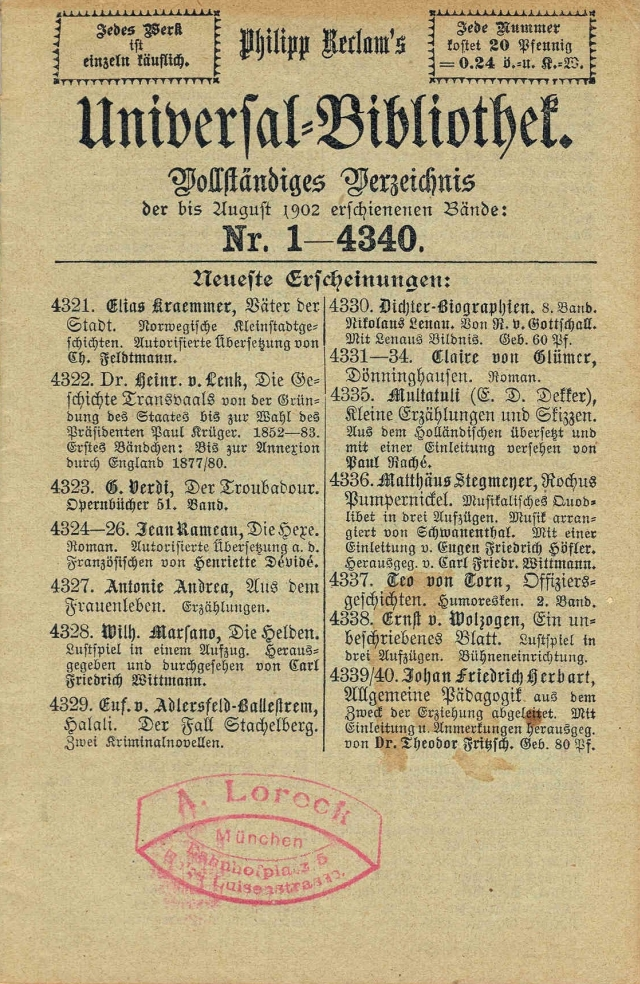
Verlagsverzeichnis von 1902

Die Herausgabe der Universal-Bibliothek durch den Verlag Philipp Reclam jun. in Leipzig begann am 10. November 1867 mit den ersten zwei Nummern: Faust I und Faust II von Goethe. Die für damalige Verlagsverhältnisse sehr große Erstproduktion mit jeweils 5.000 Exemplaren der beiden Faust-Ausgaben war innerhalb von wenigen Wochen so gut wie vergriffen, so dass im Dezember 1867 nochmals 5.000, im Februar 1868 zusätzlich 10.000 Exemplare gedruckt und ausgeliefert wurden. Bis Ende des Jahres 1867 erschienen weitere 33 Nummern der Universal-Bibliothek, darunter auch heute weniger bekannte Werke wie "Der Kaliber" von Adolf Müllner und August von Kotzebues Lustspiel Der Rehbock und Jean Pauls Dr. Katzenbergers Badereise.
Der von Anfang an niedrige Preis (2 Silbergroschen je Band) konnte 50 Jahre gehalten werden.
Neben klassischer und bald auch moderner Literatur waren naturwissenschaftliche, juristische (Gesetzestexte) und philosophische Werke sowie Opernlibretti im Programm.
Nach Einführung der Mark als Währung im Reich belief sich der Preis auf 20 Pfennig. Bis April 1898 erschienen schon 3810 Bände, von denen allerdings viele nur eine Auflage erlebten.
Ab 1912 gab es zur Absatzförderung neben dem Verkauf über dem Ladentisch auch die sogenannten Automatenbücher, die aus bis zu 2000 (Stand 1917) Verkaufsautomaten vor allem auf Bahnhöfen als Reiselektüre erworben werden konnten und „jedem Freund guter Bücher den Genuß gehaltvoller Lektüre auf Reisen und für Stunden flüchtiger Unterhaltung bequem und billig vermitteln“, wie der Klappentext anpries.
Um 1918 erschienen (mindestens) 40 Hefte unter dem abweichenden Reihentitel Reclams Unterhaltungsbibliothek als (ebenfalls kleinformatige) Hardcover, die jedoch von der DNB als „Universal-Bibliothek“ gelistet werden; vermutlich erschienen die Hefte zeitweise in beiden Cover-Versionen.
Während der Zeit des Nationalsozialismus wurden Werke von jüdischen und politisch unerwünschten Autoren aus der Universal-Bibliothek entfernt.
1947 wurde der Verlag in einen Ost- und einen Westzweig getrennt (bis nach der Wiedervereinigung 1992). Es gab damals zwei Reihen: eine mit Sitz in Leipzig und eine mit Sitz in Stuttgart.

### Kulturgeschichte
Das Reclam-Heft ist seit langem Bestandteil des Bildungsbetriebes in den deutschsprachigen Gebieten. Die einfache Aufmachung bringt mit sich, dass die Bände nicht so dauerhaft sind wie gebundene Bücher; ein bibliophiler Wert wird ihnen in der Regel nicht beigemessen. In Krisen- und Kriegszeiten wurden minderwertige Papiersorten verwendet („Kriegspapier“, siehe Holzstoff), wodurch der niedrige Preis gehalten werden konnte. So auch für das Werk von Nicholas Wiseman Fabiola oder Die Kirche der Katakomben. Insofern kamen die Reclam-Hefte insbesondere in den genannten Zeitperioden eher dem kurzfristigen Lesebedarf, nicht aber dem Aufbau einer dauerhaften Bibliothek entgegen.
Bis 1960 waren es deutsche Klassiker, welche die höchsten Auflagen erreichten: Schillers Wilhelm Tell (5 Mio.), Lessings Nathan der Weise (2 Mio.) sowie Goethes Hermann und Dorothea (2 Mio.).
2017 enthielt die Reihe ungefähr 3500 lieferbare Titel.
Auch die Reihe Reclams Kunstführer wird in den Bänden als Teil der Universal-Bibliothek benannt.

## Buchmuseum
2018 wurde in Leipzig gegenüber dem ehemaligen Stammsitz des Verlags das Reclam-Museum eröffnet, das die umfassendste Sammlung von Ausgaben der Reclams Universal-Bibliothek beherbergt.

## Umschlaggestaltung

### Allgemein
Die Umschläge der Universal-Bibliothek waren und sind in größeren Zeitabständen einheitlich gestaltet, wobei das Design mehrfach (zuerst 1917 und 1936) überarbeitet wurde. Auch die Maße haben sich schrittweise vergrößert.

### Ausgaben 1867 bis 1945
Die ersten Ausgaben waren noch regelrecht künstlerisch verziert und sowohl auf dem Deckel als auch im Textinneren vollständig in Fraktur ausgeführt. Unter anderem wies ein geschlungenes Schriftband links auf der Vorderseite darauf hin, dass „Jede Nummer für 20 Pfennig überall käuflich“ ist. Das kann als Typ 1 der UB bezeichnet werden. – Im Typ 2 folgte eine durch verschlungene Fraktur-Schreibschrift (für Reclams Universal Bibliothek) an der Oberseite, umgeben von einfachen rechteckigen Ornamenten, ausgeführte Darstellung; siehe Bildreihe.
Die Maße der Büchlein haben sich von zuerst 10 × 15,8 cm (Typ 1 und Typ 2) über 10,3 × 18,5 cm (Typ 3) auf 11 × 18 cm (Typ 4) vergrößert.
Die oben erwähnten Automatenbücher, die aber Episode blieben, waren in der ersten Phase des Verkaufes rosa. Später, im Rahmen von Preissteigerungen, wurde für die Automatenhefte ein eigenes Design (Tapetenmuster) entwickelt. Dabei wurden vollständige Bücher der UB übernommen, wenn sie eine bestimmte Seitenzahl nicht überstiegen, oder es wurden aus Büchern der UB Ausschnitte zu einem weniger Seiten umfassenden Bändchen zusammengestellt. In der Art wurde häufig bei Erzählungen und Gedichten verfahren.

### Leipziger Ausgabe in der DDR (1945–1990)
Nach der Trennung des Verlages 1947 ging man auch in Fragen der Gestaltung unterschiedliche Wege. Das Design von 1936 wurde zunächst für die Leipziger Ausgabe nur behutsam verändert. Auf den Umschlägen waren neben dem Autor, dem Titel und dem Verlag auch weiterhin graphische Elemente zu finden; 1957 wurde die Schriftart angepasst. Die frühere Preispolitik setzte die Leipziger Verlagsleitung insofern fort, als die Büchlein zwischen 2 und 2,50 Mark kosteten, je nach Seitenumfang.
1963 wurde das Aussehen grundlegend überarbeitet; auf der Vorderseite fand sich nur noch Schrift und auf der Rückseite Angaben zum Autor und Werk, als Typ 3 zu klassifizieren. Auf dem Vorderdeckel stand in Versalien UNIVERSAL (oben) und BIBLIOTHEK (unten), dazwischen war der Name des Autors und der Titel in kursiver Schrift mit Serifen angeordnet (siehe obere Bildreihe unter Stuttgarter Ausgabe).
Die neue Umschlaggestaltung erfolgte nach Entwurf von Irmgard Horlbeck-Kappler. Außerdem wurde das Buchformat vergrößert. Die letzte Anpassung erfolgte 1984 mit neuem von Lothar Reher gestaltetem Signet. Im Gegensatz zur westdeutschen Auflage waren die Bände einfarbig gehalten (beige bzw. schwarz); der Schriftzug Universalbibliothek und der Buchrücken waren allerdings zunächst je nach Genre unterschiedlich gefärbt. Die farbliche Kennzeichnung wurde jedoch bald aufgegeben.

### Stuttgarter Ausgabe (1945–1990)
In den Jahren 1949, 1957, 1970, 1988 wurde das Design jeweils grundlegend überarbeitet. 1949 nahm der Verleger dabei Abschied von der Fraktur, stattdessen wurde mit Garamond gesetzt. Die Umschläge wechselten 1970 von Hellbraun auf Gelb. Während bis 1988 ein Klappentext gänzlich fehlte oder in früher Zeit nur aus Verlagswerbung bestand, wird der Einband seitdem mit kurzen Werkinformationen (Rückseite) und einer zum Werk passenden Vignette (Vorderseite) bedruckt.

### Entwicklung 1990–2012

Reclam-Heft (Der Gallische Krieg) von 2008

Die Leipziger Ausgabengestaltung verschwand vom Markt und die Gestaltung der Stuttgarter Ausgabe wurde beibehalten. 2012 kam es zur letzten Überarbeitung der Umschläge.
Neben den broschierten Heften waren die Veröffentlichungen bis in die 1990er Jahre auch als solide gebundene Bücher in Ganzleinen (bis etwa 1900 reich verziertes Kaliko mit goldener Titelvignette, goldgeprägtem Rückentitel und marmoriertem Kopfschnitt, später Buchbinderleinen, ab etwa 1920 in blauen Bänden ohne Goldverzierung) sowie in Prachtbänden aus geprägtem Ganzleder erhältlich.

### Farbgebung seit 2012
Innerhalb der Universal-Bibliothek sind die Hefte durch einen Farbcode abgesetzt, wobei auf dem Umschlag das Wort Universal-Bibliothek nunmehr auf der Rückseite erscheint:
1. Gelb: Einsprachige Ausgaben in deutscher Sprache, meist mit Anmerkungen und Vorwort oder Nachwort. In dieser Reihe finden sich auch Übersichtswerke beispielsweise zur deutschen Literatur, zur Geschichte oder zur Philosophie. Auch Reclams Städteführer werden in Gelb gehalten.
2. Rot: Fremdsprachige Ausgaben mit Vokabelhilfe.[10] Reclams Sprachtraining-Reihe ist ebenfalls rot.
3. Orange: Zweisprachige Ausgaben (Ausgangssprache/Deutsch).
4. Blau: Lektüreschlüssel und Arbeitstexte für den Unterricht, beispielsweise Kurzgeschichten für einen bestimmten Jahrgang.
5. Grün: Erläuterungen, Interpretationen, Quellentexte.
6. Magenta: Sachbücher zu Geschichte, Gesellschaft, Kunst, Musik, Natur, Politik oder Religion.

## Meistverkaufte Werke
| Autor/-in                   | Werk                  | verkaufte Exemplare (in Millionen) |
| --------------------------- | --------------------- | ---------------------------------- |
| Friedrich Schiller          | Wilhelm Tell          | 5,4                                |
| Johann Wolfgang von Goethe  | Faust. Eine Tragödie  | 4,9                                |
| Gottfried Keller            | Kleider machen Leute  | 4,4                                |
| Gotthold Ephraim Lessing    | Nathan der Weise      | 4,4                                |
| Annette von Droste-Hülshoff | Die Judenbuche        | 3,9                                |
| Gerhart Hauptmann           | Bahnwärter Thiel      | 3,7                                |
| Friedrich Schiller          | Maria Stuart          | 3,6                                |
| Theodor Storm               | Der Schimmelreiter    | 3,1                                |
| Friedrich Schiller          | Kabale und Liebe      | 3,1                                |
| Johann Wolfgang von Goethe  | Götz von Berlichingen | 3                                  |
| Stand: 2012                 |                       |                                    |

## Preisentwicklung 1867–1991
| Jahr | Preis in Mark, ab 1948 DM |
| ---- | ------------------------- |
| 1867 | 0,20                      |
| 1917 | 0,25–0,30                 |
| 1918 | 0,40–0,50                 |
| 1932 | 0,35                      |
| 1948 | 0,60                      |
| 1959 | 0,65                      |
| 1961 | 0,70                      |
| 1962 | 0,80                      |
| 1970 | 1                         |
| 1975 | 1,60                      |
| 1981 | 1,90                      |
| 1991 | 3                         |

1991 wurde das Multiplikator-System mit Punkten aufgegeben, da es nicht mehr der Preisangabenverordnung entsprach; stattdessen ist der Preis seitdem aufgedruckt.